# P2RX5
P2X purinoceptor 5 es una proteína que en los humanos está codificado por el P2RX5 gen.
El producto de este gen pertenece a la familia de purinoceptores para ATP. Este receptor funciona como un canal iónico controlado por ligando. Varios motivos característicos de los canales activados por ATP están presentes en su estructura primaria, pero, a diferencia de otros miembros de la familia de los purinoceptores, este receptor tiene un solo dominio transmembrana. Se han identificado cuatro variantes de transcripción que codifican distintas isoformas para este gen.